# Shahrestān di Dashtestan
Lo shahrestān di Dashtestan (farsi شهرستان دشتستان) è uno dei 10 shahrestān della provincia di Bushehr, in Iran. Il capoluogo è Borazjan. Lo shahrestān è suddiviso in 6 circoscrizioni (bakhsh): 
- Centrale (بخش مرکزی)
- Sa'adabad (بخش سعدآباد)
- Shabankareh (بخش شبانکاره)
- Ab Pakhsh (بخش آب پخش)
- Eram (بخش ارم)
- Bushkan (بخش بوشکان)